# Pilsūdai
Pilsūdai − wieś na Litwie, w okręgu tauroskim, w rejonie tauroskim, w gminie Skaudvilė, nad Agluoną. W 2011 roku liczyła 246 mieszkańców. W miejscowości działają dom kultury i biblioteka.
Wieś była wzmiankowana w 1562 roku. W okresie radzieckim stanowiła siedzibę sowchozu Vaidilai.
W 1820 roku liczyła 42 mieszkańców, w 1902 roku – 139 mieszkańców, w 1923 roku – 99 mieszkańców, w 1959 roku – 99 mieszkańców, w 1970 roku – 133 mieszkańców, w 1979 roku – 224 mieszkańców, w 1989 roku – 304 mieszkańców, w 2001 roku – 324 mieszkańców.